# سفارة الجزائر في باكستان
سفارة الجزائر في باكستان هي أرفع تمثيل دبلوماسي لدولة الجزائر لدى باكستان. تقع السفارة في إسلام آباد وهي تهدف لتعزيز المصالح الجزائرية في باكستان.

## وصلات خارجية
- قائمة سفارات الجزائر
- قائمة السفارات في باكستان